# Hyposidra anaugeta
Hyposidra anaugeta är en fjärilsart som beskrevs av Louis Beethoven Prout. Hyposidra anaugeta ingår i släktet Hyposidra och familjen mätare. Inga underarter finns listade i Catalogue of Life.